# 42nd Street (песня)
«42nd Street» — песня, написанная Гарри Уорреном (музыка) и Элом Дубином (слова) для американского музыкального фильма «42-я улица», вышедшего на экраны 1933 году.
Звучит в гранд-финале кинокартины в исполнении актрисы Руби Килер, актёра Дика Пауэлла и ансамбля.

## Признание
Американский институт киноискусства поместил эту песню (в версии из фильма 1933 года «42-я улица») на 97-е место своего списка ста лучших песен из американских кинофильмов.